# Chibi
Chibi (ちび) (kan også skrives som  (禿び)) er et japansk ord der betyder "lav person" eller "lille barn". Ordet er blevet populært blandt fans af manga og anime. Ordet kan oversættes som "lille", men bruges ikke på samme måde som chiisana (som er det normale ord for "lille" på japansk).
Et typisk eksempel på ordets tidligere brug på originalt japansk, som fangede opmærksomheden hos den vestlige fans, er Chibiusa; et kaldenavn for Sailor Moons diminutive datter, sammensat fra Chibi Usagi ("Lille Usagi").
Hos den engelsksprogede anime fanbase (otaku), bruges ordet chibi ofte i samme stil som udtrykket super deformed, eller som beskrivelse af børneudgaver af figurer.